# Mogetius
Mogetius ist der Name eines keltischen Gottes, der nach der Interpretatio Romana mit Mars gleichgesetzt wurde.
Der Name Mogetius ist auf zwei Weiheinschriften zu finden: Die eine wurde in Bourges/Avaricum (Département Cher, Frankreich) gefunden, die andere in Seggauberg/Solva (Steiermark, Österreich).